# Ctenogobiops
Ctenogobiops là một chi cá biển của họ Cá bống trắng. Chi này được lập bởi J. L. B. Smith vào năm 1959.

## Từ nguyên
Tên chi được ghép từ Ctenogobius, tên một chi cá bống của họ Oxudercidae, và hậu tố ópsis (ὄψῐς trong tiếng Hy Lạp cổ đại mang nghĩa “tương đồng, như nhau”), do Smith nhận thấy sự giống nhau giữa chi này với Ctenogobius.

## Phân loại
Biến dị kiểu hình về màu sắc và số lượng vảy đường bên là hai đặc điểm đáng tin cậy để phân biệt giữa các loài trong chi Ctenogobiops, đặc biệt là đối với các mẫu vật nhỏ.

## Các loài
Chi này hiện có 9 loài sau được ghi nhận:
- Ctenogobiops aurocingulus (Herre, 1935)
- Ctenogobiops crocineus Smith, 1959[4]
- Ctenogobiops feroculus Lubbock & Polunin, 1977[5]
- Ctenogobiops formosa Randall, Shao & Chen, 2003[6]
- Ctenogobiops maculosus (Fourmanoir, 1955)[4]
- Ctenogobiops mitodes Randall, Shao & Chen, 2007[7]
- Ctenogobiops pomastictus Lubbock & Polunin, 1977[5]
- Ctenogobiops tangaroai Lubbock & Polunin, 1977[5]
- Ctenogobiops tongaensis Randall, Shao & Chen, 2003[6]

## Sinh thái

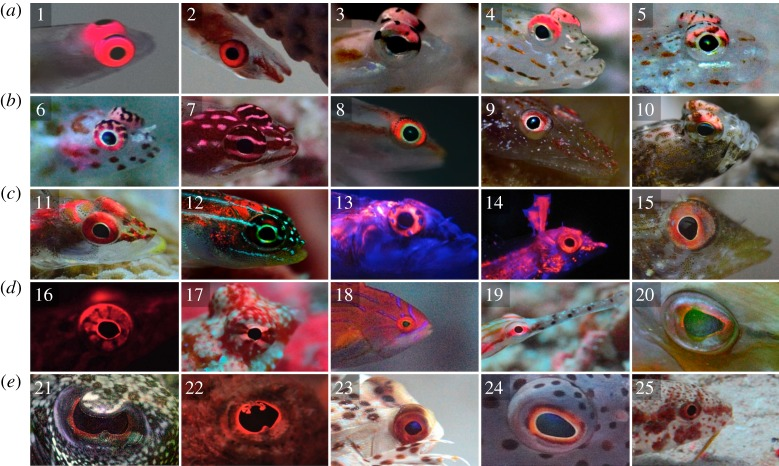
Mắt của C. feroculus (hình 3) và C. maculosus (hình 4) phát huỳnh quang đỏ

Ctenogobiops sống cộng sinh với tôm gõ mõ Alpheus. Hang của tôm được cá bống sử dụng để làm nơi trú ẩn và nơi đẻ trứng.
C. feroculus và C. maculosus có khả năng tự tạo ra huỳnh quang đỏ ở mắt. Mặc dù chưa rõ chức năng của cơ chế phát xạ huỳnh quang này, các nhà ngư học nghĩ rằng huỳnh quang màu đỏ chủ yếu giúp cá tăng cường thị giác, có thể để phát hiện con mồi ẩn nấp.